# Консульство України в Гданську

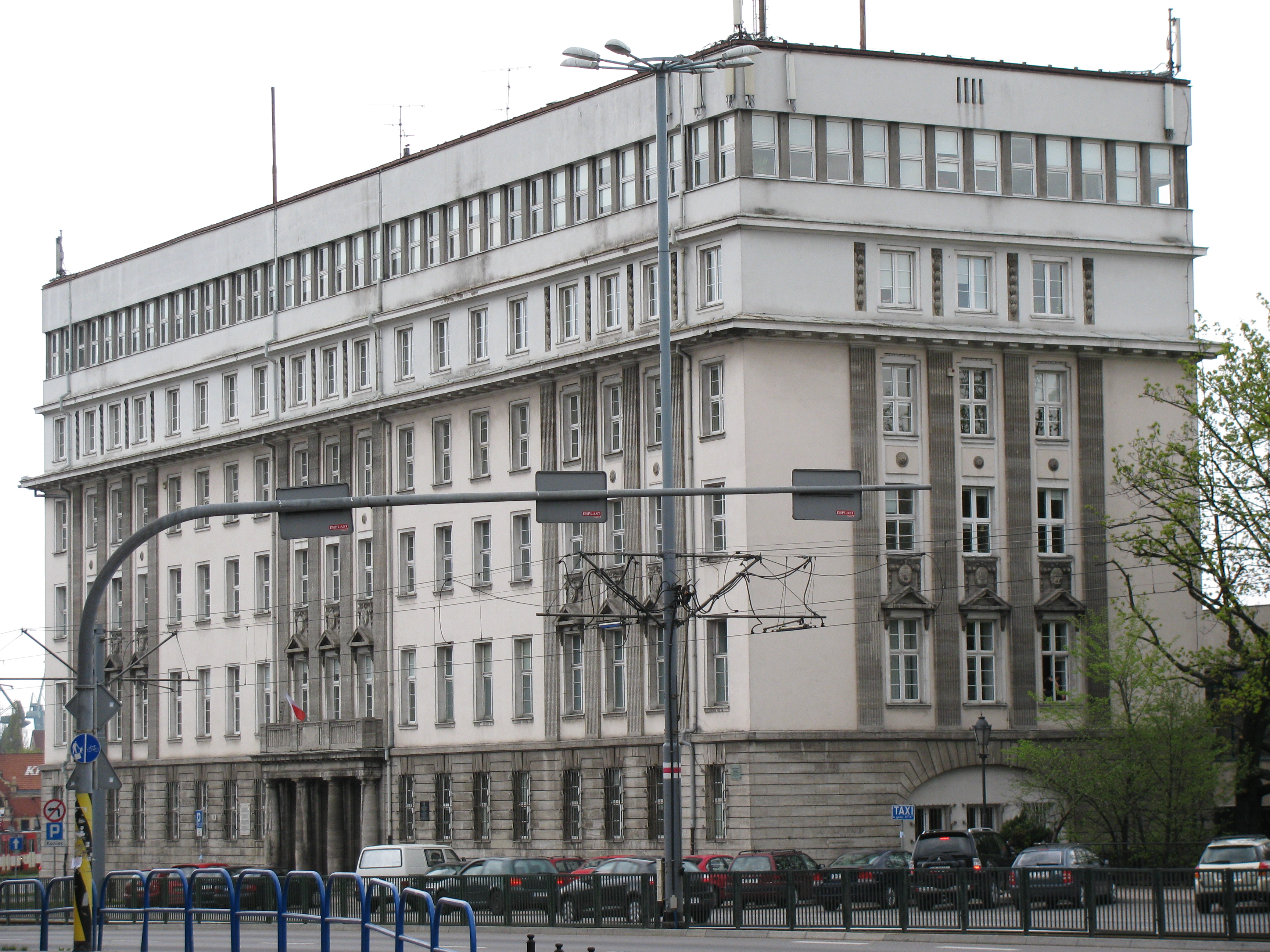
Колишній Будинок партії — офіс консульства при Елізабетволлі, нині Валах Ягеллонських (1920—1921)

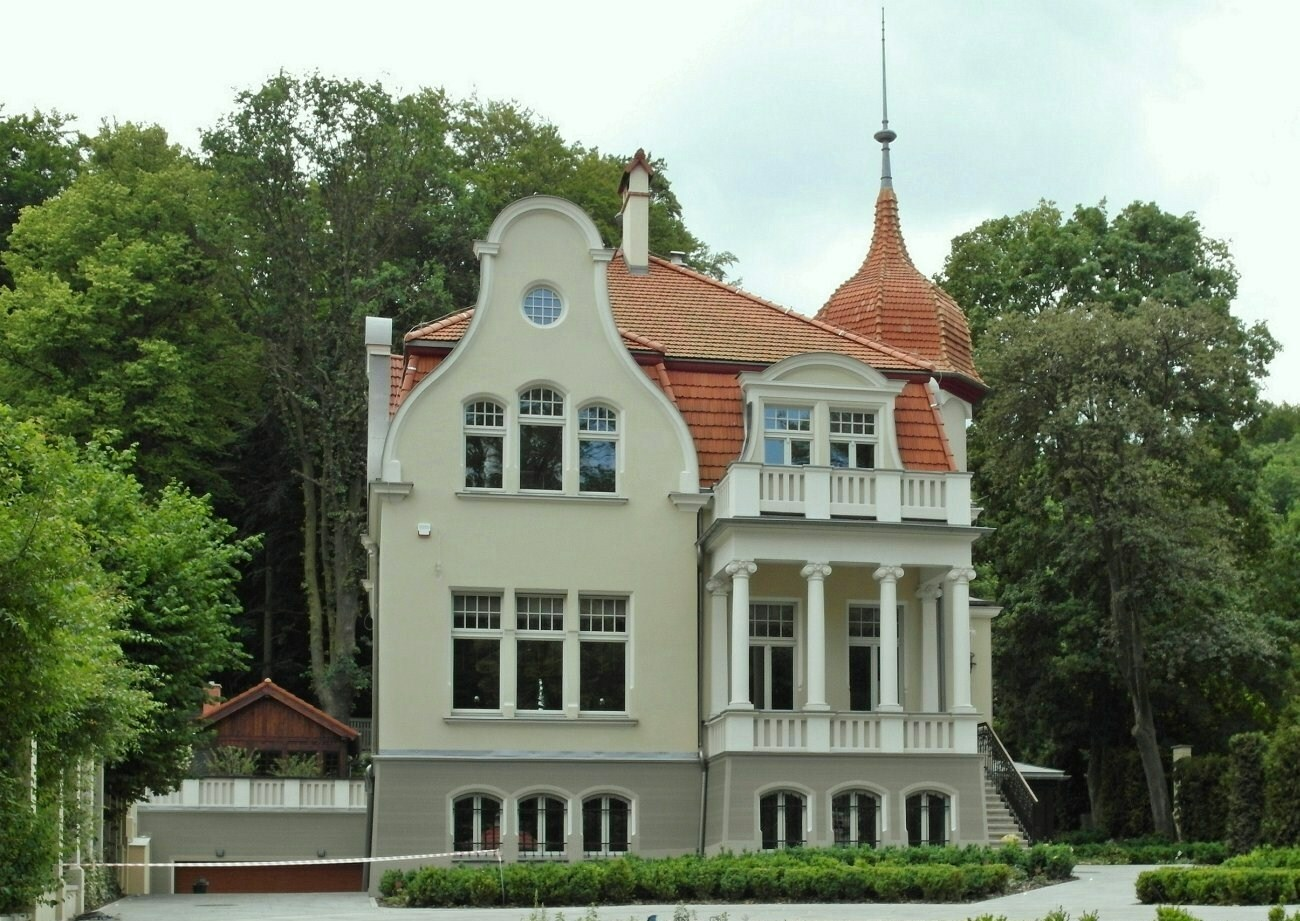
Вілла Кірш — офіс консульства за адресою вул. Яшкова Долина, 44 (1994—2007)

Консульство України в Гданську (пол. Konsulat Ukrainy w Gdańsku) — дипломатична місія України в Гданську, Польща.
Перша дипломатична місія України в Гданську діяла у 1920-1921 роках, коли тут перебувало консульство Української Народної Республіки. Позаштатний консул України перебував у Гданську до 1923 року. Діюче консульство працює з 1994 року.

## Розташування
Вперше консульство було розміщене в будівлі Гданської асоціації пожежного страхування (Danziger Feuersocietät) за адресою: Елізабетволл 9, нині Вали Ягеллонські, 36 (1920—1921). Пізніше консульства також діяли в будівлях інших дипломатичних місій, у тому числі консульства США (1921—1940), Великої Британії (1930—1939) та Швейцарії (1933—1940).
З 1994 року офіс генерального консульства був у Віллі Кірш за адресою вул. Яшкова Долина, 44. Нині консульство працює по вул. Бернарда Хшановськєго, 60-А (з 2007 року).

## Консули
1. Клим Павлюк (1920—1924)
2. Блаженчук Володимир Іванович (1994—1998)
3. Міщук Микола Степанович (1998—2002)[3]
4. Куравський Зіновій Васильович (2002—2006)
5. Медовніков Олександр Михайлович (2006—2011)
6. Янків Мирон Дмитрович (2011—2014)
7. Денис Оксана Павлівна (2014—2016)
8. Захарчишин Лев Леонідович (2016—2021)[4][5]
9. Плодистий Олександр Петрович (з 2021)[6]